# Socket H3
LGA 1150, також відомий, як Socket H3 — процесорне гніздо для процесорів Intel Haswell (і його наступника Broadwell), випущений в 2013 році.
Сокет LGA 1150 став наступником LGA 1155 (Socket H2).
Виконаний за технологією Land Grid Array (LGA). Це роз'єм з пружними або м'якими контактами, до яких за допомогою спеціального тримача із захопленням і важеля притискається процесор. Офіційно підтверджено, що гніздо LGA 1150 буде використовуватися з наборами мікросхем Intel Q85, Q87, H87, Z87, B85, H81.

## Конструкція гнізда
ILM (англ. Independent Loading Mechanism) вирішує два важливі для роз'єму функції:
- забезпечує зусилля, достатнє для утримання процесора (контактними майданчиками на його корпусі) в контактах гнізда роз'єму і
- рівномірно розподіляє через припаяні контактні площадки отриману при цьому притискуючу силу.

Механічна конструкція ILM є невід'ємною частиною загальної функціональності LGA 1150. Intel, як систему, проводить докладні дослідження при корпусування чипа, розетки гнізда і ILM. Ці дослідження безпосередньо впливають на подальший механічний і термальний дизайн ILM.
З боку Intel можливе розміщення посилання на ILM на сторінках «Побудувати для друку» документів контрольованих Intel креслень. Intel рекомендує використовувати «Довідкові матеріали по ILM». У разі виготовлення ILM за відмінною від виробляємої Intel специфікації, такий роз'єм не має вигоду від детальних досліджень Intel і може не врахувати деяких критичних параметрів дизайну.
Для сокетів LGA1150, LGA1156 а також LGA1155 існує єдиний дизайн ILM.
Монтаж роз'єму складається з послідовності в чотири кроки:
- Встановіть задню пластину в кріплення і сумісність з кріпленням материнську плату.
- Встановіть гвинт плеча в єдиному отворі, поруч ніжкою № 1 роз'єму. Крутний момент повинен скласти не менше рекомендованих 8 дюймів на фунт, але при цьому не повинен перевищити 10 дюймів на фунт.
- Встановіть два кріпильних гвинти. Крутний момент повинен скласти не менше рекомендованих 8 дюймів на фунт, але при цьому не повинен перевищити 10 дюймів на фунт.
- Відведіть захоплення і видаліть кришку з завантажувального майданчика, закрийте ILM залишивши захисну кришку на своєму місці всередині ILM.

Довжина різьби кріпильних гвинтів підібрана виходячи з номінальної товщини материнської плати 0.062 дюйма.
Гвинт на стороні виступу гнізда і ILM запобігають обертання кришки ILM в зборі на 180 градусів відносно гнізда роз'єму — в результаті досягається певна орієнтація ніжки № 1 щодо важеля ILM.
ILM в зборі і задня пластина ILM, для забезпечення їх взаємозамінності створюються за кресленнями, які контролюються Intel. Взаємозамінність визначена на рівні: ILM від вендора А продемонструє прийнятні можливості в разі використання з корпусом гнізда роз'єму від вендора А, B або C. ILM в зборі і задня пластина ILM від усіх вендорів також взаємозамінні.

## Чипсети
| Чипсет                                                                     | H81                                   | B85                                   | Q85                                   | Q87                                   | H87                                   | Z87                                   |
| -------------------------------------------------------------------------- | ------------------------------------- | ------------------------------------- | ------------------------------------- | ------------------------------------- | ------------------------------------- | ------------------------------------- |
| Підтримка розгону                                                          | CPU + GPU                             | CPU + GPU                             | CPU + GPU                             | CPU + GPU                             | CPU + GPU                             | CPU + GPU + RAM                       |
| Підтримка процесорів Haswell Refresh                                       | Так (може знадобитися оновлення БІОС) | Так (може знадобитися оновлення БІОС) | Так (може знадобитися оновлення БІОС) | Так (може знадобитися оновлення БІОС) | Так (може знадобитися оновлення БІОС) | Так (може знадобитися оновлення БІОС) |
| Підтримка процесорів Broadwell                                             | Ні                                    | Ні                                    | Ні                                    | Ні                                    | Ні                                    | Ні                                    |
| Кількість слотів DIMM                                                      | 2                                     | 4                                     | 4                                     | 4                                     | 4                                     | 4                                     |
| Кількість портів USB 2.0/3.0                                               | 8 / 2                                 | 8 / 4                                 | 10 / 4                                | 8 / 6                                 | 8 / 6                                 | 8 / 6                                 |
| Кількість портів SATA 2.0/3.0                                              | 2 / 2                                 | 2 / 4                                 | 2 / 4                                 | 0 / 6                                 | 0 / 6                                 | 0 / 6                                 |
| Додаткові лінії PCIe (Контролер портів PCI Express 3.0 реалізований в CPU) | 6 × PCIe 2.0                          | 8 x PCIe 2.0                          | 8 x PCIe 2.0                          | 8 x PCIe 2.0                          | 8 x PCIe 2.0                          | 8 x PCIe 2.0                          |
| Підтримка PCI                                                              | Ні                                    | Ні                                    | Ні                                    | Ні                                    | Ні                                    | Ні                                    |
| RAID                                                                       | Так                                   | Так                                   | Так                                   | Так                                   | Так                                   | Так                                   |
| Intel Rapid Storage Technology                                             | Ні                                    | Ні                                    | Ні                                    | Так                                   | Так                                   | Так                                   |
| Smart Response Technology                                                  | Ні                                    | Ні                                    | Ні                                    | Так                                   | Так                                   | Так                                   |
| Intel Anti-Theft Technology                                                | Так                                   | Так                                   | Так                                   | Так                                   | Так                                   | Так                                   |
| Intel Active Management, Trusted Execution, VT-d, Intel vPro Technology    | Ні                                    | Ні                                    | Ні                                    | Так                                   | Ні                                    | Ні                                    |
| Дата анонсу                                                                | 2 червня 2013                         | 2 червня 2013                         | 2 червня 2013                         | 2 червня 2013                         | 2 червня 2013                         | 2 червня 2013                         |
| TDP чипсета                                                                | 4,1 Вт                                | 4,1 Вт                                | 4,1 Вт                                | 4,1 Вт                                | 4,1 Вт                                | 4,1 Вт                                |
| Техпроцес                                                                  | 32 nm                                 | 32 nm                                 | 32 nm                                 | 32 nm                                 | 32 nm                                 | 32 nm                                 |

## Маркування та вага
На ILM є чотири маркування:
- Текст «115XLM» наноситься шрифтом типу Helvetica Bold, висота знаків мінімум 6 пунктів (2,125 мм).
- Відзнаки виробника (розмір шрифту на розсуд постачальника).
- Ідентифікаційний код партії (дозволяє відстежувати дату та місця розташування виробництва).
- Мітка ніжки № 1 1 на завантажувальному майданчику.

Всі маркування повинні бути видимими після того, як ILM буде зібраний на материнській платі. Текст «115XLM» і відзнаки виготовлювача можуть бути видрукувані чорнилом або нанесено лазером і нанесені з боку бічної стінки.
| Компонент роз'єму                     | Приблизна вага, грам |
| ------------------------------------- | -------------------- |
| Корпус роз'єму, контакти і PnP кришка | 10                   |
| Кришка ILM                            | 29                   |
| Задня пластина ILM                    | 38                   |

Максимальна вага радіатора, що встановлюється на процесор у роз'ємі Socket H3, не повинна перевищувати 500 грам.

## Замовні деталі
| Компонент                                                            | Виробник   | Виробник          | Виробник  | Виробник    | Виробник        | Виробник    |
| Компонент                                                            | Intel PN   | Foxconn           | Molex     | Tyco        | Lotes           | ITW         |
| -------------------------------------------------------------------- | ---------- | ----------------- | --------- | ----------- | --------------- | ----------- |
| Роз'єм LGA1150                                                       | G27433-002 | PE115027-4041-01F | 475963032 | 2134930-1   | ACA-ZIF-138-P01 | N/A         |
| LGA115X ILM з кришкою                                                | G11449-002 | PT44L61-64 11     | N/A       | 2013882-8   | ACA-ZIF-078-Y28 | FT1002-A-F  |
| LGA115X ILM без кришки                                               | E36142-002 | PT44L61-6401      | 475968855 | 2013882-3   | ACA-ZIF-078-Y19 | FT1002-A    |
| LGA115X ILM тільки кришка                                            | G12451-001 | 012-1000-5377     | N/A       | 1-2134503-1 | ACA-ZIF-127-P01 | FT1002-F    |
| Задня пластина, з гвинтами, для роз'ємів плат настільних комп'ютерів | E36143-002 | PT44P19-6401      | 475969930 | 2069838-2   | DCA-HSK-144-Y09 | FT1002-B-CD |
| Задня пластина, з гвинтами, 1U                                       | E66807-001 | PT44P18-6401      | N/A       | N/A         | DCA-HSK-157-Y03 | NA          |

Задня пластина 1U — рішення для uP серверів і не було затверджено для дизайну настільних комп'ютерів. Це рішення має використовуватися тільки між задньою частиною материнської плати і шасі 1U серверної стійки.